# 紹隆寺
紹隆寺（しょうりゅうじ）は、鹿児島県姶良市平松にある曹洞宗永平寺の鹿児島出張所。

## 歴史
- 平松城下の東佐多浦村（現在の鹿児島市東佐多町）に、福昌寺の末寺として曹洞宗三祖院として創建される。
- 1745年、時宗に改宗、淨光明寺触下で藤沢寺の末寺となる。
- 1760年　島津忠紀によって平松坂の上に移され、寺号を紹隆寺と改める。
  - 以降、越前島津家一族の位牌が安置する。島津家の墓地は町指定史跡（1985年4月9日指定）。
- 1869年、神仏分離令と廃仏毀釈により破壊され廃寺となる。
- 1988年、永平寺の不老閣を移設し再興する。